# Jorge Neto de Melo
Jorge Neto de Melo, pseudónimo de Helder José Cabrita Simões Neto (Albufeira em 30 de Novembro de 1951), é um poeta e escritor português.
Iniciou a sua carreira literária em 1971, participou na Antologia Nacional da Minerva, em 1987 e na VII Antologia de Poesia Contemporânea, em 1990.
Em 1998 integrou outra Antologia da Minerva e a Antologia aos 100 anos de Frederico Garcia Lorca, numa homenagem dos poetas portugueses.
Antigo combatente em Angola, dessa experiência de vida veio a retirar as ideias e os acontecimentos que estão na base do seu primeiro romance "O Evangelho da Savana".

## Obras editadas
- Retalhos do Infinito - Poesia - 1984
- Pontos Poéticos - Poesia - 1998
- A Cor do Silêncio - Poesia - 2001
- Pomar de Pó e de Mar - Poesia - 2005
- O Evangelho da Savana - Romance - 2007